# 압둘라예 은디아예
압둘라예 니아카테 은디아예(프랑스어: Abdoulaye Niakhaté Ndiaye, 2002년 4월 10일 ~ )는 세네갈의 프로 축구 선수로, 현재 이탈리아 세리에 A의 파르마와 세네갈 국가대표팀에서 센터백으로 활약하고 있다.

## 구단 경력
다카르 사크레쾨르 유스 출신인 은디아예는 2020년 리옹 유소년 아카데미와 계약했다. 2022년 6월 16일, 그는 리그 2 소속 바스티아와 임대 계약을 체결했다. 은디아예는 2022년 8월 6일, 니오르를 상대로 한 리그 경기에서 4–1 승리를 거두며 바스티아에서 프로 데뷔 전을 치렀고, 헤딩 골을 기록했다.
2023년 7월 20일, 은디아예는 리그 2 클럽 트루아와 5년 계약을 체결했다. 리옹은 이적료 350만 유로와 함께 20%의 재판매 수수료 조항을 받았다.
2024년 7월 24일, 은디아예는 시즌 임대 옵션과 800만 유로 완전 이적 옵션을 포함한 조건으로 리그 1 클럽 브레스트에 합류했다.
2025년 8월 4일, 은디아예는 이탈리아 클럽 파르마와 5년 계약을 체결했다.

## 국가대표팀 경력
2023년 9월 1일, 은디아예는 처음으로 세네갈 국가대표팀에 소집되었다.
2023년 12월, 그는 코트디부아르에서 열린 연기된 2023년 아프리카 네이션스컵에 참가하는 세네갈의 명단에 이름을 올렸다.